# WILD FANTASY
『WILD FANTASY』（ワイルド・ファンタジー）は、カーネーションの13枚目のアルバム。2006年7月26日にハリケーン・レコーズより発売（販売元はコロムビアミュージックエンタテインメント）。
自らのレーベル「ハリケーン・レコーズ」の最初で最後のオリジナルアルバム。元メンバーの鳥羽修がエンジニアを務めている。本作の後にドラムの矢部浩志が脱退する。
アルバムタイトルは、事務所の社長の「直枝さんはミスター・ワイルド・ファンタジーだ」という発言に由来する。

## 収録曲
1. オフィーリア
PVはMySpaceで公開されていた。現在はYouTubeにアップされている。
2. Wild Fantasy
ストリングスアレンジに宮川弾が参加。
3. MAGIC
4. Standin' All Alone
5. SOUL POWER
6. ローラの方法序説
7. ルネッサンス（Album Version）
8. 獣たち（Album Version）
9. Butterfly
10. Lady Lemonade（Album Version）
11. Midnight Kangaroo
12. PARADISE EXPRESS
原題は「すっからかんのパラダイス」。